# Parzyce (województwo łódzkie)
Parzyce – wieś w Polsce położona w województwie łódzkim, w powiecie zgierskim, w gminie Ozorków.
Wieś królewska starostwa łęczyckiego w powiecie łęczyckim województwa łęczyckiego w końcu XVI wieku. W latach 1975–1998 miejscowość położona była w ówczesnym województwie łódzkim.
Na początku września 1939 wkraczający żołnierze Wehrmachtu zamordowali we wsi trzy osoby. 